# Anuoluwapo Juwon Opeyori
Anuoluwapo Juwon Opeyori (Lagos, 1º giugno 1997) è un giocatore di badminton nigeriano.

## Palmarès
- Giochi panafricani

Rabat 2019: oro nel singolo maschile e nella gara a squadre, argento nel doppio maschile.
- Campionati africani

Port Harcourt 2019: oro nel singolo maschile e nella gara a squadre, bronzo nel doppio maschile.
Cairo 2020: argento nel singolo maschile e bronzo nel doppio maschile.
Kampala 2022: oro nel singolo maschile
Benoni 2023: oro nel singolo maschile